# Enterprise Information Integration
 (avril 2021).
Pour les articles homonymes, voir EII.
Enterprise Information Integration (EII) est une approche d'architecture (voire d'urbanisme) permettant d'obtenir une vue unifiée des données informatiques de l'entreprise. En effet, par essence, ces données sont hétérogènes et à échelle de temps différentes.
En fonction des choix retenus, l'utilisateur[Qui ?] aura la possibilité de :
- modifier les données (et non pas seulement un accès en lecture seule) ;
- agir en temps réel sur les données (et non pas en différé) ;
- accéder à des données structurées ;
- accéder à des données cohérentes ;
- accéder à des services[Quoi ?] ;
- remonter des informations jusque dans le modèle métier[pas clair] (objet) ;
- accéder au patrimoine Mainframe[Quoi ?].

## Produits
- XIC de Xcalia
- BEA AquaLogic Data Services Platform de BEA Systems
- Informatica PowerCenter Informatica
- Red Hat MetaMatrix Enterprise Data Services Platform

un niveau d’intégration de données